# Феррагуду
Феррагуду (порт. Ferragudo)  —  район (фрегезия) в Португалии,  входит в округ Фару. Является составной частью муниципалитета  Лагоа. По старому административному делению входил в провинцию Алгарве (регион). Входит в экономико-статистический  субрегион Алгарве, который входит в Алгарве. Население составляет 1867 человек на 2001 год. Занимает площадь 5,74 км².
Покровителем района считается Дева Мария (порт. Nossa Senhora da Conceição).